# Un général, des généraux
Un général, des généraux est une bande dessinée scénarisée par Nicolas Juncker et dessinée par François Boucq. 
L'album paraît aux éditions du Lombard en février 2022 et relate avec de nombreux détails le coup d'État du 13 mai 1958 (également dénommé le  « putsch d'Alger »), survenu à Alger (Algérie alors française), dans le contexte de la guerre d'Algérie.

## Synopsis
Le récit se déroule en mai 1958. La population d'Alger, principale ville de l'Algérie française, s'est soulevée contre le nouveau gouvernement, dirigé par Pierre Pflimlin et semblant prêt à dialoguer avec les indépendantistes. Des milliers de pieds-noirs se massent devant le palais du gouverneur, obligeant l'armée et ses généraux, Raoul Salan et Jacques Massu en tête, à choisir leur camp : celui de la loyauté envers l'État, ou celui du comité de salut public formé par des insurgés afin d'exiger le maintien de l'Algérie dans le giron de la République française.
Débordés par les exigences des uns et des autres, les généraux s'embarquent donc dans un coup d'État devenant rapidement très difficile à contrôler en raison même des enjeux politiques. Poussés par des activistes gaullistes, ils vont faire appel, plus ou moins contre leur gré, au général de Gaulle (pourtant retiré de la vie publique) afin d'éviter une possible guerre civile,.

## Personnages
Le plupart des protagonistes du putsch d'Alger (installés dans les locaux de la délégation générale en Algérie), liés ou se réclamant du coup d'État militaire sont présentés dans l'album, dont :
- Raoul Salan, général d'armée, commandant supérieur Interarmées de l'Algérie;
- Jacques Massu, général de division, commandant de la 10e Division parachutiste;
- Philippe Auboyneau, amiral, commandant en chef des Forces maritimes françaises en Méditerranée;
- Edmond Jouhaud, commandant de la 5e région aérienne en Algérie;
- Jacques Soustelle, ancien gouverneur général de l'Algérie, gaulliste;
- Léon Delbecque, chargé de mission de la Défense nationale à Alger, gaulliste;
- Pierre Lagaillarde, président de l'association générale des étudiants d'Algérie.

À Paris, les principaux chefs politiques sont également représentés dans l'album, dont :
- Pierre Pflimlin, président du Conseil des ministres français (MRP);
- Guy Mollet, vice-président du Conseil des ministres (SFIO);
- René Coty, président de la République française;
- Charles de Gaulle, le « plus illustre des Français » (selon René Coty);
- François Mitterrand, député, ancien ministre et opposant au coup d'état (UDSR);
- Paul Ély, chef d'État-Major général des forces armées.

## Analyse

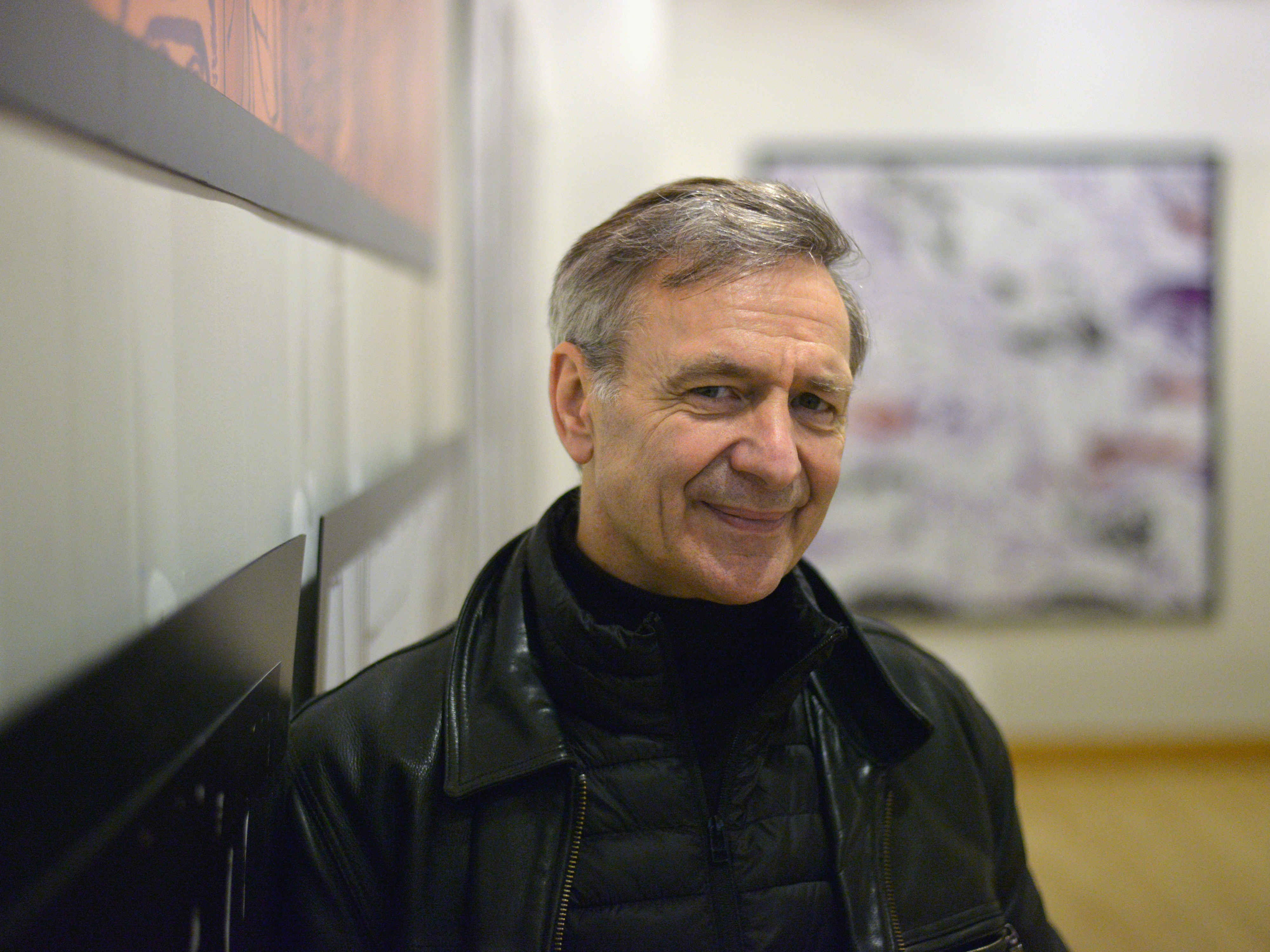
Françoois Boucq

La BD se présente sous forme d'une histoire tragi-comique et même quelquefois de façon ridicule (la couverture confirme cette approche) en retraçant les aventures rocambolesques des principaux protagonistes, tout en respectant les faits. Le scénariste Nicolas Juncker présente son album dans ces termes : 
« La situation est tellement ridicule qu’il fallait accompagner le mouvement. Mais tout ce qui est dans ce livre est écrit sous le sceau de la réalité historique la plus exigeante »
François Boucq, à travers ses dessins, s'adonne à un travail de caricaturiste, notamment avec les personnages de Salan ou Massu, voire du général de Gaulle qui reste en grande partie silencieux en attendant son heure.

## Distinction et postérité
- L'album reçoit le Prix de la BD d’Histoire contemporaine en 2022[4].

- Une exposition qui présentera les originaux du Général a été inaugurée le 8 février 2022 à la galerie Les Arts Dessinés à Paris en présence des deux auteurs François Boucq et de Nicolas Juncker[5].